# 2012 w grach komputerowych
| Skróty platform | Skróty platform                                  |
| --------------- | ------------------------------------------------ |
| DC              | Dreamcast                                        |
| Droid           | Android                                          |
| DS              | Nintendo DS                                      |
| GB              | Game Boy                                         |
| GBA             | Game Boy Advance                                 |
| GBC             | Game Boy Color                                   |
| GCN             | GameCube                                         |
| iOS             | iOS                                              |
| Lin             | komputer osobisty z systemem operacyjnym Linux   |
| Mac             | komputer osobisty Mac                            |
| N64             | Nintendo 64                                      |
| NS              | Nintendo Switch                                  |
| PC              | komputer osobisty                                |
| PS1             | PlayStation                                      |
| PS2             | PlayStation 2                                    |
| PS3             | PlayStation 3                                    |
| PS4             | PlayStation 4                                    |
| PS5             | PlayStation 5                                    |
| PSP             | PlayStation Portable                             |
| PSVita          | PlayStation Vita                                 |
| Wii             | Wii                                              |
| WiiU            | Wii U                                            |
| Win             | komputer osobisty z systemem operacyjnym Windows |
| X360            | Xbox 360                                         |
| XONE            | Xbox One                                         |
| Xbox            | Xbox                                             |
| XSX             | Xbox Series                                      |

Artykuł opisuje ważne wydarzenia w 2012 roku w branży gier komputerowych. Zobacz też: historia gier komputerowych.
W tym roku premierę miały też konsole ósmej generacji: PlayStation Vita firmy Sony oraz Wii U firmy Nintendo.

## Wydane gry
Lista gier, które zostały wydane w 2012 roku.

### I kwartał – styczeń-marzec
| Miesiąc       | Dzień | Tytuł                                              | Platforma                          |
| ------------- | ----- | -------------------------------------------------- | ---------------------------------- |
| S T Y C Z E Ń | 4     | NFL Blitz                                          | PSN, XBLA                          |
| S T Y C Z E Ń | 10    | Choplifter HD                                      | PSN, Win, XBLA                     |
| S T Y C Z E Ń | 11    | Amy                                                | XBLA                               |
| S T Y C Z E Ń | 12    | Katawa Shoujo                                      | Win                                |
| S T Y C Z E Ń | 12    | Run Roo Run                                        | iOS                                |
| S T Y C Z E Ń | 17    | Amy                                                | PSN                                |
| S T Y C Z E Ń | 17    | Dustforce                                          | Win                                |
| S T Y C Z E Ń | 18    | Caverns of Minos                                   | iOS                                |
| S T Y C Z E Ń | 18    | Haunt                                              | XBLA                               |
| S T Y C Z E Ń | 19    | Sonic the Hedgehog 4: Episode I                    | Win                                |
| S T Y C Z E Ń | 19    | Sonic the Hedgehog CD                              | Win                                |
| S T Y C Z E Ń | 19    | Wipeout 2048                                       | PSVita                             |
| S T Y C Z E Ń | 25    | Oil Rush                                           | Win, Lin, Mac                      |
| S T Y C Z E Ń | 25    | Puddle                                             | XBLA                               |
| S T Y C Z E Ń | 25    | SOL: Exodus                                        | Win                                |
| S T Y C Z E Ń | 26    | Dead Block                                         | Win                                |
| S T Y C Z E Ń | 26    | Mutant Mudds                                       | 3DS                                |
| S T Y C Z E Ń | 26    | Tropico 3: Gold Edition                            | Mac                                |
| S T Y C Z E Ń | 27    | King Arthur II: The Role-playing Wargame           | Win                                |
| S T Y C Z E Ń | 30    | Call of Cthulhu: The Wasted Land                   | iOS                                |
| S T Y C Z E Ń | 31    | Puddle                                             | PSN                                |
| S T Y C Z E Ń | 31    | Final Fantasy XIII-2                               | PS3, X360                          |
| S T Y C Z E Ń | 31    | NeverDead                                          | PS3, X360                          |
| S T Y C Z E Ń | 31    | Soulcalibur V                                      | PS3, X360                          |
| L U T Y       | 2     | Mortal Kombat Arcade Kollection                    | Win                                |
| L U T Y       | 2     | PixelJunk Eden                                     | Win                                |
| L U T Y       | 3     | The Simpsons Arcade Game                           | XBLA                               |
| L U T Y       | 7     | The Darkness II                                    | Win, PS3, X360                     |
| L U T Y       | 7     | Gotham City Impostors                              | Win, PSN                           |
| L U T Y       | 7     | Jak and Daxter Collection                          | PS3                                |
| L U T Y       | 7     | Kingdoms of Amalur: Reckoning                      | Win, PS3, X360                     |
| L U T Y       | 7     | Resident Evil: Revelations                         | 3DS                                |
| L U T Y       | 7     | Shank 2                                            | Win, PSN                           |
| L U T Y       | 7     | The Simpsons Arcade Game                           | PSN                                |
| L U T Y       | 8     | Gotham City Impostors                              | XBLA                               |
| L U T Y       | 8     | Shank 2                                            | XBLA                               |
| L U T Y       | 9     | Jagged Alliance: Back in Action                    | Win                                |
| L U T Y       | 13    | Rhythm Heaven Fever                                | Wii                                |
| L U T Y       | 14    | BlazBlue: Continuum Shift Extend                   | PS3, X360, PSVita                  |
| L U T Y       | 14    | Crusader Kings II: Mroczne wieki                   | Win                                |
| L U T Y       | 14    | Grand Slam Tennis 2                                | PS3, X360                          |
| L U T Y       | 14    | Lumines Electronic Symphony                        | PSVita                             |
| L U T Y       | 14    | Mario & Sonic at the London 2012 Olympic Games     | 3DS                                |
| L U T Y       | 14    | Tales of the Abyss                                 | 3DS                                |
| L U T Y       | 14    | Tekken 3D: Prime Edition                           | 3DS                                |
| L U T Y       | 14    | Twisted Metal                                      | PS3                                |
| L U T Y       | 14    | UFC Undisputed 3                                   | PS3, X360                          |
| L U T Y       | 14    | Worms Ultimate Mayhem                              | PSN                                |
| L U T Y       | 14    | Tekken 3D: Prime Edition                           | 3DS                                |
| L U T Y       | 15    | F1 2011                                            | PSVita                             |
| L U T Y       | 15    | FIFA Football                                      | PSVita                             |
| L U T Y       | 15    | Little Deviants                                    | PSVita                             |
| L U T Y       | 15    | Michael Jackson: The Experience                    | PSVita                             |
| L U T Y       | 15    | Rayman Origins                                     | PSVita                             |
| L U T Y       | 15    | Warp                                               | XBLA                               |
| L U T Y       | 16    | Alan Wake                                          | Win                                |
| L U T Y       | 21    | Asura’s Wrath                                      | PS3, X360                          |
| L U T Y       | 21    | Metal Gear Solid: Snake Eater 3D                   | 3DS                                |
| L U T Y       | 21    | Syndicate                                          | Win, PS3, X360                     |
| L U T Y       | 21    | Tales from Space: Mutant Blobs Attack              | Win, Mac, PSVita                   |
| L U T Y       | 21    | WWE WrestleFest                                    | iOS                                |
| L U T Y       | 22    | Alan Wake’s American Nightmare                     | XBLA                               |
| L U T Y       | 22    | Ben 10: Galactic Racing                            | PSVita                             |
| L U T Y       | 22    | Dillon’s Rolling Western                           | 3DS                                |
| L U T Y       | 22    | Dungeon Hunter: Alliance                           | PSVita                             |
| L U T Y       | 22    | Dynasty Warriors Next                              | PSVita                             |
| L U T Y       | 22    | Escape Plan                                        | PSVita                             |
| L U T Y       | 22    | Hot Shots Golf: World International                | PSVita                             |
| L U T Y       | 22    | Hustle Kings                                       | PSVita                             |
| L U T Y       | 22    | ModNation Racers: Road Trip                        | PSVita                             |
| L U T Y       | 22    | Ninja Gaiden Sigma Plus                            | PSVita                             |
| L U T Y       | 22    | Plants vs. Zombies                                 | PSVita                             |
| L U T Y       | 22    | Shinobido 2: Revenge of Zen                        | PSVita                             |
| L U T Y       | 22    | Super Stardust Delta                               | PSVita                             |
| L U T Y       | 22    | Touch My Katamari                                  | PSVita                             |
| L U T Y       | 22    | Ultimate Marvel vs. Capcom 3                       | PSVita                             |
| L U T Y       | 22    | Uncharted: Złota Otchłań                           | PSVita                             |
| L U T Y       | 22    | Wipeout 2048                                       | PSVita                             |
| L U T Y       | 23    | Wargame: Zimna wojna                               | Win                                |
| L U T Y       | 24    | Gridrunner iOS                                     | iOS                                |
| L U T Y       | 27    | PokéPark 2: Wonders Beyond                         | Wii                                |
| L U T Y       | 27    | Zombies, Run!                                      | iOS                                |
| L U T Y       | 27    | Tekken Tag Tournament 2 (Unlimited)                | ARC                                |
| L U T Y       | 28    | Auditorium                                         | Win, Mac                           |
| L U T Y       | 28    | Binary Domain                                      | PS3, X360                          |
| L U T Y       | 28    | Hyperdimension Neptunia Mk2                        | PS3                                |
| L U T Y       | 28    | Mortal Kombat: Komplete Edition                    | PS3, X360                          |
| L U T Y       | 28    | Shin Megami Tensei: Devil Survivor 2               | NDS                                |
| L U T Y       | 28    | SSX                                                | PS3, X360                          |
| L U T Y       | 29    | Microsoft Flight                                   | Win                                |
| L U T Y       | 29    | Nexuiz                                             | XBLA                               |
| L U T Y       | 29    | Wakfu                                              | Win, Lin, Mac                      |
| M A R Z E C   | 1     | Deep Black: Reloaded                               | Win                                |
| M A R Z E C   | 1     | The Simpsons: Tapped Out                           | iOS                                |
| M A R Z E C   | 1     | Vessel                                             | Win                                |
| M A R Z E C   | 2     | Mario Party 9                                      | Wii                                |
| M A R Z E C   | 6     | Blades of Time                                     | PS3, X360                          |
| M A R Z E C   | 6     | Crush 3D                                           | 3DS                                |
| M A R Z E C   | 6     | Lego Harry Potter: Years 5–7                       | PSVita                             |
| M A R Z E C   | 6     | Major League Baseball 2K12                         | Win, PS3, X360, Wii, PS2, PSP, NDS |
| M A R Z E C   | 6     | Mass Effect 3                                      | Win, PS3, X360                     |
| M A R Z E C   | 6     | Mass Effect: Infiltrator                           | iOS                                |
| M A R Z E C   | 6     | MLB 12: The Show                                   | PS3, PSVita                        |
| M A R Z E C   | 6     | MotorStorm: RC                                     | PS3, PSVita                        |
| M A R Z E C   | 6     | The Sims 3: Zostań gwiazdą                         | Win, Mac                           |
| M A R Z E C   | 6     | Stacking                                           | Win                                |
| M A R Z E C   | 6     | Street Fighter X Tekken                            | PS3, X360                          |
| M A R Z E C   | 6     | Unit 13                                            | PSVita                             |
| M A R Z E C   | 7     | I Am Alive                                         | XBLA                               |
| M A R Z E C   | 11    | Mario Party 9                                      | Wii                                |
| M A R Z E C   | 13    | Birds of Steel                                     | PS3, X360                          |
| M A R Z E C   | 13    | Defenders of Ardania                               | X360                               |
| M A R Z E C   | 13    | FIFA Street                                        | PS3, X360                          |
| M A R Z E C   | 13    | Podróż                                             | PSN                                |
| M A R Z E C   | 13    | Naruto Shippuden: Ultimate Ninja Storm Generations | PS3, X360                          |
| M A R Z E C   | 13    | Reality Fighters                                   | PSVita                             |
| M A R Z E C   | 13    | Ridge Racer                                        | PSVita                             |
| M A R Z E C   | 13    | Shoot Many Robots                                  | PSN                                |
| M A R Z E C   | 13    | Silent Hill: Downpour                              | PS3, X360                          |
| M A R Z E C   | 13    | Tales of Graces ƒ                                  | PS3                                |
| M A R Z E C   | 13    | Warp                                               | Win, PSN                           |
| M A R Z E C   | 13    | Yakuza: Dead Souls                                 | PS3                                |
| M A R Z E C   | 14    | Shoot Many Robots                                  | XBLA                               |
| M A R Z E C   | 15    | Chaos Rings II                                     | iOS                                |
| M A R Z E C   | 15    | Dungeon Defenders                                  | Mac                                |
| M A R Z E C   | 19    | Ys: The Oath in Felghana                           | Win                                |
| M A R Z E C   | 20    | Armored Core V                                     | PS3, X360                          |
| M A R Z E C   | 20    | Ninja Gaiden 3                                     | PS3, X360                          |
| M A R Z E C   | 20    | Resident Evil: Operation Raccoon City              | PS3, X360                          |
| M A R Z E C   | 20    | Silent Hill HD Collection                          | PS3, X360                          |
| M A R Z E C   | 20    | Sumioni                                            | PSVita                             |
| M A R Z E C   | 20    | Warriors Orochi 3                                  | PS3                                |
| M A R Z E C   | 21    | Mutant Storm Reloaded                              | Win                                |
| M A R Z E C   | 21    | Rayman 3 HD                                        | PSN, XBLA                          |
| M A R Z E C   | 21    | Sine Mora                                          | XBLA                               |
| M A R Z E C   | 22    | Angry Birds Space                                  | Win, Mac, iOS                      |
| M A R Z E C   | 23    | Kid Icarus: Uprising                               | 3DS                                |
| M A R Z E C   | 23    | Total War: Shogun 2 – Fall of the Samurai          | Win                                |
| M A R Z E C   | 27    | Capcom Digital Collection                          | X360                               |
| M A R Z E C   | 27    | Closure                                            | PSN                                |
| M A R Z E C   | 27    | Gettysburg: Armored Warfare                        | Win                                |
| M A R Z E C   | 27    | Ridge Racer Unbounded                              | Win, PS3, X360                     |
| M A R Z E C   | 27    | Tiger Woods PGA Tour 13                            | PS3, X360                          |
| M A R Z E C   | 27    | Warriors Orochi 3                                  | X360                               |
| M A R Z E C   | 28    | Wrecked: Revenge Revisited                         | PSN, XBLA                          |
| M A R Z E C   | 29    | BioShock 2                                         | Mac                                |
| M A R Z E C   | 29    | Rayman Origins                                     | Win                                |
| M A R Z E C   | 29    | Tropico 4: Modern Times                            | X360                               |
| M A R Z E C   | 30    | South Park: Tenorman's Revenge                     | XBLA                               |
| M A R Z E C   | 31    | Trine 2                                            | Lin                                |

### II kwartał – kwiecień-czerwiec
| Miesiąc         | Dzień | Tytuł                                      | Platforma                |
| --------------- | ----- | ------------------------------------------ | ------------------------ |
| K W I E C I E Ń | 3     | Blacklight: Retribution                    | Win                      |
| K W I E C I E Ń | 3     | Devil May Cry: HD Collection               | PS3, X360                |
| K W I E C I E Ń | 3     | I Am Alive                                 | PSN                      |
| K W I E C I E Ń | 3     | Kinect Star Wars                           | X360                     |
| K W I E C I E Ń | 4     | Diabolical Pitch                           | XBLA                     |
| K W I E C I E Ń | 5     | Bug Princess 2                             | iOS                      |
| K W I E C I E Ń | 5     | Confrontation                              | Win                      |
| K W I E C I E Ń | 6     | Anomaly: Warzone Earth                     | XBLA                     |
| K W I E C I E Ń | 6     | Shoot Many Robots                          | Win                      |
| K W I E C I E Ń | 6     | Xenoblade Chronicles                       | Wii                      |
| K W I E C I E Ń | 10    | Naval War: Arctic Circle                   | Win                      |
| K W I E C I E Ń | 10    | Skullgirls                                 | PSN                      |
| K W I E C I E Ń | 11    | Avernum: Escape From the Pit               | Win                      |
| K W I E C I E Ń | 11    | Burnout Crash!                             | iOS                      |
| K W I E C I E Ń | 11    | Legend of Grimrock                         | Win                      |
| K W I E C I E Ń | 11    | Skullgirls                                 | XBLA                     |
| K W I E C I E Ń | 12    | Men of War: Condemned Heroes               | Win                      |
| K W I E C I E Ń | 12    | Tribes: Ascend                             | Win                      |
| K W I E C I E Ń | 13    | Fez                                        | XBLA                     |
| K W I E C I E Ń | 13    | Spirit Camera: The Cursed Memoir           | 3DS                      |
| K W I E C I E Ń | 16    | Superbrothers: Sword & Sworcery EP         | Win                      |
| K W I E C I E Ń | 17    | Disgaea 3: Absence of Detention            | PSVita                   |
| K W I E C I E Ń | 17    | The House of the Dead 4                    | PSN                      |
| K W I E C I E Ń | 17    | Insanely Twisted Shadow Planet             | Win                      |
| K W I E C I E Ń | 17    | Wiedźmin 2: Zabójcy królów                 | X360                     |
| K W I E C I E Ń | 18    | Trials Evolution                           | XBLA                     |
| K W I E C I E Ń | 20    | Blades of Time                             | Win, Mac                 |
| K W I E C I E Ń | 23    | Serious Sam 3: BFE                         | Mac                      |
| K W I E C I E Ń | 24    | Prototype 2                                | PS3, X360                |
| K W I E C I E Ń | 24    | UEFA Euro 2012                             | Win, PS3, X360           |
| K W I E C I E Ń | 25    | The Walking Dead: Episode 1                | Win, PSN, XBLA, Mac, iOS |
| K W I E C I E Ń | 26    | Deus Ex: Human Revolution Ultimate Edition | Mac                      |
| K W I E C I E Ń | 27    | Binary Domain                              | Win                      |
| K W I E C I E Ń | 27    | Risen 2: Mroczne wody                      | Win                      |
| M A J           | 1     | The Exiled Realm of Arborea                | Win                      |
| M A J           | 15    | Diablo III                                 | Win, Mac                 |
| M A J           | 15    | Max Payne 3                                | PS3, Win, X360           |
| C Z E R W I E C | 4     | Dungeon Twister                            | PS3                      |
| C Z E R W I E C | 12    | Lollipop Chainsaw                          | PS3, Xbox 360            |
| C Z E R W I E C | 26    | Spec Ops: The Line                         | PS3, Win, X360           |

### III kwartał – lipiec-wrzesień
| Miesiąc         | Dzień | Tytuł                                | Platforma           |
| --------------- | ----- | ------------------------------------ | ------------------- |
| L I P I E C     | 3     | The Secret World                     | Win, X360           |
| L I P I E C     | 4     | Phantasy Star Online 2               | Win                 |
| L I P I E C     | 11    | Starhawk                             | PS3                 |
| S I E R P I E Ń | 2     | Dragon Quest X                       | Wii                 |
| S I E R P I E Ń | 7     | Sound Shapes                         | PS3, PSV            |
| S I E R P I E Ń | 21    | Counter-Strike: Global Offensive     | PS3, X360, Win, Mac |
| W R Z E S I E Ń | 11    | Tekken Tag Tournament 2              | PS3, X360           |
| W R Z E S I E Ń | 18    | Borderlands 2                        | Win, PS3, X360      |
| W R Z E S I E Ń | 20    | Torchlight II                        | Win, Mac            |
| W R Z E S I E Ń | 25    | World of Warcraft: Mists of Pandaria | Win                 |

### IV kwartał – październik-grudzień
| Miesiąc               | Dzień | Tytuł                                         | Platforma                         |
| --------------------- | ----- | --------------------------------------------- | --------------------------------- |
| P A Ź D Z I E R N I K | 2     | Just Dance 4                                  | X360, PS3, Wii                    |
| P A Ź D Z I E R N I K | 2     | NBA 2K13                                      | Win, X360, PS3, PSP, Wii          |
| P A Ź D Z I E R N I K | 2     | Resident Evil 6                               | X360, PS3                         |
| P A Ź D Z I E R N I K | 2     | Sonic Adventure 2                             | PS3                               |
| P A Ź D Z I E R N I K | 4     | Anno 2070: Deep Ocean                         | Win                               |
| P A Ź D Z I E R N I K | 5     | Dragon Ball Z for Kinect                      | X360                              |
| P A Ź D Z I E R N I K | 5     | Sonic Adventure 2                             | X360                              |
| P A Ź D Z I E R N I K | 9     | Dishonored                                    | Win, X360, PS3                    |
| P A Ź D Z I E R N I K | 9     | Fable: The Journey                            | X360                              |
| P A Ź D Z I E R N I K | 9     | Harry Potter for Kinect                       | X360                              |
| P A Ź D Z I E R N I K | 9     | Retro City Rampage                            | Win, PS3, PSV                     |
| P A Ź D Z I E R N I K | 9     | XCOM: Enemy Unknown                           | Win, X360, PS3                    |
| P A Ź D Z I E R N I K | 10    | Naughty Bear: Panic in Paradise               | X360, PS3                         |
| P A Ź D Z I E R N I K | 10    | Worms: Revolution                             | Win, X360, PS3                    |
| P A Ź D Z I E R N I K | 11    | Of Orcs and Men                               | Win, X360, PS3                    |
| P A Ź D Z I E R N I K | 12    | Arena Wars 2                                  | Win                               |
| P A Ź D Z I E R N I K | 12    | WRC 3                                         | Win, X360, PS3                    |
| P A Ź D Z I E R N I K | 16    | 007 Legends                                   | X360, PS3                         |
| P A Ź D Z I E R N I K | 16    | Chivalry: Medieval Warfare                    | Win                               |
| P A Ź D Z I E R N I K | 16    | Doom 3 BFG Edition                            | Win, X360, PS3                    |
| P A Ź D Z I E R N I K | 16    | Silent Hill: Book of Memories                 | PSV                               |
| P A Ź D Z I E R N I K | 16    | Wheel of Fortune                              | X360, PS3                         |
| P A Ź D Z I E R N I K | 16    | Zumba Fitness Core                            | X360, Wii                         |
| P A Ź D Z I E R N I K | 17    | Ravaged                                       | Win                               |
| P A Ź D Z I E R N I K | 17    | Stronghold Kingdoms                           | Win                               |
| P A Ź D Z I E R N I K | 18    | Euro Truck Simulator 2                        | Win                               |
| P A Ź D Z I E R N I K | 21    | Kairo                                         | Win                               |
| P A Ź D Z I E R N I K | 23    | Cabela's Dangerous Hunts 2013                 | Win, X360, PS3, Wii               |
| P A Ź D Z I E R N I K | 23    | Forza Horizon                                 | X360                              |
| P A Ź D Z I E R N I K | 23    | Hotline Miami                                 | Win                               |
| P A Ź D Z I E R N I K | 23    | Medal of Honor: Warfighter                    | Win, X360, PS3                    |
| P A Ź D Z I E R N I K | 25    | FIFA Manager 13                               | Win                               |
| P A Ź D Z I E R N I K | 26    | Lucius                                        | Win                               |
| P A Ź D Z I E R N I K | 26    | WRC 3                                         | PSV                               |
| P A Ź D Z I E R N I K | 30    | Assassin’s Creed III                          | X360, PS3                         |
| P A Ź D Z I E R N I K | 30    | Assassin’s Creed III: Liberation              | PSV                               |
| P A Ź D Z I E R N I K | 30    | Marvel Avengers: Battle for Earth             | X360                              |
| P A Ź D Z I E R N I K | 30    | Need for Speed: Most Wanted                   | Win, X360, PS3, PSV               |
| P A Ź D Z I E R N I K | 30    | Sports Champions 2                            | PS3                               |
| P A Ź D Z I E R N I K | 30    | WWE' 13                                       | X360, PS3, Wii                    |
| P A Ź D Z I E R N I K | 31    | Natural Selection 2                           | Win                               |
| P A Ź D Z I E R N I K | 31    | Painkiller Hell & Damnation                   | Win                               |
| L I S T O P A D       | 2     | 007 Legends                                   | Win                               |
| L I S T O P A D       | 2     | Emergency 2013                                | Win                               |
| L I S T O P A D       | 2     | Football Manager 2013                         | Win                               |
| L I S T O P A D       | 6     | Halo 4                                        | X360                              |
| L I S T O P A D       | 6     | LittleBigPlanet Karting                       | PS3                               |
| L I S T O P A D       | 6     | NASCAR The Game: Inside Line                  | X360, PS3, Wii                    |
| L I S T O P A D       | 7     | Jack Keane 2: The Fire Within                 | Win                               |
| L I S T O P A D       | 8     | Angry Birds Star Wars                         | Win                               |
| L I S T O P A D       | 11    | Paper Mario Sticker Star                      | 3DS                               |
| L I S T O P A D       | 13    | Assassin’s Creed III                          | Wii U                             |
| L I S T O P A D       | 13    | Call of Duty: Black Ops II                    | Win, X360, PS3                    |
| L I S T O P A D       | 13    | Call of Duty: Black Ops Declassified          | PSV                               |
| L I S T O P A D       | 13    | F1 Race Stars                                 | Win, X360, PS3                    |
| L I S T O P A D       | 13    | Lego The Lord of the Rings: Władca Pierścieni | Win, X360, PS3, PSV, DS, 3DS, Wii |
| L I S T O P A D       | 13    | The Sims 3: Cztery pory roku                  | Win                               |
| L I S T O P A D       | 13    | Wonderbook: Księga Czarów                     | PS3                               |
| L I S T O P A D       | 16    | Sonic & Sega All-Stars Racing Transformed     | X360, PS3, PSV, 3DS               |
| L I S T O P A D       | 18    | Call of Duty: Black Ops II                    | Wii U                             |
| L I S T O P A D       | 18    | Epic Mickey 2: The Power of Two               | X360, PS3, Wii, Wii U             |
| L I S T O P A D       | 18    | New Super Mario Bros. U                       | Wii U                             |
| L I S T O P A D       | 18    | Nintendo Land                                 | Wii U                             |
| L I S T O P A D       | 18    | Sonic & Sega All-Stars Racing Transformed     | Wii U                             |
| L I S T O P A D       | 18    | ZombiU                                        | Wii U                             |
| L I S T O P A D       | 18    | Tekken Tag Tournament 2                       | Wii U                             |
| L I S T O P A D       | 20    | Family Guy: Back to the Multiverse            | Win, X360, PS3                    |
| L I S T O P A D       | 20    | Hitman: Rozgrzeszenie                         | Win, X360, PS3                    |
| L I S T O P A D       | 20    | PlanetSide 2                                  | Win                               |
| L I S T O P A D       | 20    | PlayStation All-Stars Battle Royale           | PS3, PSV                          |
| L I S T O P A D       | 20    | Rise of the Guardians                         | X360, PS3, DS, 3DS, Wii           |
| L I S T O P A D       | 22    | Assassin’s Creed III                          | Win                               |
| L I S T O P A D       | 22    | Iron Sky: Invasion                            | Win                               |
| L I S T O P A D       | 23    | Pokémon Mystery Dungeon: Gates to Infinity    | 3DS                               |
| L I S T O P A D       | 23    | Symulator Farmy 2013                          | Win                               |
| L I S T O P A D       | 26    | Czarnobyl 2: Powrót do zony                   | Win                               |
| L I S T O P A D       | 27    | Ratchet & Clank: Załoga Q                     | PS3                               |
| L I S T O P A D       | 28    | Baldur's Gate: Enhanced Edition               | Win                               |
| L I S T O P A D       | 29    | Far Cry 3                                     | Win, X360, PS3                    |
| L I S T O P A D       | 29    | Manhunter                                     | Win                               |
| G R U D Z I E Ń       | 1     | New York Taxi: The Simulation                 | Win                               |
| G R U D Z I E Ń       | 4     | Forge                                         | Win                               |
| G R U D Z I E Ń       | 4     | Guardians of Middle-Earth                     | X360                              |
| G R U D Z I E Ń       | 4     | The Elder Scrolls V: Skyrim – Dragonborn      | X360                              |
| G R U D Z I E Ń       | 5     | Guardians of Middle-Earth                     | PS3                               |
| G R U D Z I E Ń       | 6     | Arctic Combat                                 | Win                               |
| G R U D Z I E Ń       | 6     | Yakuza 5                                      | PS3                               |
| G R U D Z I E Ń       | 11    | Black Knight Sword                            | PS3                               |
| G R U D Z I E Ń       | 12    | Black Knight Sword                            | X360                              |
| G R U D Z I E Ń       | 18    | Battlefield 3: Dogrywka                       | Win, X360, PS3                    |